# Решительность
Решительность — это индивидуальное качество воли человека, связанное со способностью и умением (навыком) самостоятельно и своевременно принимать ответственные решения и упорно реализовывать их. У решительного человека начавшаяся борьба мотивов завершается принятием и исполнением решения. Проявление решительности — это не всегда мгновенное, но всегда своевременное решение, принятое и со знанием дела, и с учётом конкретных обстоятельств.
Решимость — это сила менять реальность так, как ты этого хочешь. Если она слишком велика, человек будет способен сделать весь мир таким, каким он один хочет его видеть. Нельзя сказать, будет такой мир хорошим или плохим.
Доктор психологических наук Евгений Павлович Ильин полагает, что решительность не всегда бывает во благо, то есть он отмечает, что «абсолютное преобладание решительности или осторожности всегда плохо». Люди такого склада характера, обычно считают свои действия абсолютно правильными, и не хотят слушать чужого мнения, критические замечания других вызывают у них раздражение.
Решительность и смелость два отдельных волевых качества, хотя по совокупности схожи в том, что в ограниченные промежутки времени, это способность принимать решения. Не всегда это правильное или неправильное решение. Решительность — это выбор определённого действия, в то время как смелость нужна для реализации данного действия, а правильность или неправильность действия определяется мудростью.
Решиться значит выбрать оптимальный способ действия после обдумывания, преодоление сомнений, колебаний, после возникает уверенность в достижимости цели.